# Herbert Stern
Pour les autres membres de la famille, voir Famille Stern.
Herbert Stern (28 septembre 1851 - 7 janvier 1919, Paris), 1er baron Michelham (en), est un banquier, philanthrope et homme politique britannique.

## Biographie
Fils de Hermann Stern, il hérite du titre portugais de baron de son père et de 2 millions de livres.
Stern est créé baronnet en juillet 1905, puis baron Michelham (en) en décembre 1905.
Pendant la Première Guerre mondiale, il acquiert l'Hôtel Astoria à Paris pour y installer un hôpital pour les soldats britanniques.
Impliqué dans l'élevage de pur-sang, il est l'éleveur de la jument Plucky Liege.
Il a fait plusieurs dons à la National Gallery.

## Sources
- (en) Cet article est partiellement ou en totalité issu de l’article de Wikipédia en anglais intitulé « Herbert Stern, 1st Baron Michelham » (voir la liste des auteurs).